# Tanganicodus irsacae
Tanganicodus irsacae es una especie de peces de la familia Cichlidae en el orden de los Perciformes.

## Morfología
Los machos pueden llegar alcanzar los 7 cm de longitud total.

## Alimentación
Come los pequeños crustáceos que encuentra en las rocas.

## Depredadores
Es depredado por Plecodus straeleni .

## Hábitat
Es una especie de clima tropical entre 24 °C-28 °C de temperatura.

## Distribución geográfica
Se encuentran en África: es  endémico de la mitad norte del lago Tanganika.